# Miss May I
Miss May I est un groupe de metalcore américain, originaire de Troy, dans l'Ohio. Il se compose de Justin Aufdemkampe à la guitare, Levi Benton au chant, Jerod Boyd à la batterie, Ryan Neff à la basse et Stead BJ à la guitare rythmique. En 2017, le groupe sort son sixième album, ayant également un EP, ainsi qu'une démo à son actif. La chanson Forgive & Forget apparaît sur la bande originale du film Saw 6.
Ils créent le groupe à l'âge de 16 ans. Leur première sortie est un EP intitulé Vows for a Massacre et publié en 2007. Il est suivi en 2008 d'une démo de quatre titres, dont plusieurs chansons se retrouveront sur leur premier album studio Apologies Are for the Weak en 2009. Ryan Neff quitte la formation à la fin de 2007 pour rejoindre Rose Funeral, groupe de Cincinnati, avant de revenir en 2009. Il est remplacé entre-temps par Josh Gillespie.

## Biographie

### Débuts (2007–2009)
Miss May I est formé en 2007, à Troy, dans l'Ohio, avec Levi Benton, Justin Aufdemkampe, BJ Stead, Jerod Boyd, et Ryan Neff. Neff part à la fin de 2007 pour se joindre au groupe local Rose Funeral, et est remplacé par Josh Gillespie. À la fin de 2007, le publie un EP cinq titres intitulé Vows for a Massacre, suivi en 2008 par une démo six chansons qui comprend notamment Architect et Tides, qui seront dans leur premier album, Apologies Are for the Weak en 2009. C'est après cet album que le groupe signe au label Rise Records.

### Monument(2010–2011)
Selon le site web Foundation Studios de Joey Sturgis, Miss May I se lance en studio en mai 2010 pour une suite de leur premier album. Le 11 juin 2010, Levi Benton annonce un chansons sur l'album intitulée Colossal ; l'album sera aussi intitulé Monument et est confirmé pour le 17 août la même année. Le 2 septembre 2010, Miss May I publie le clip de la chanson Relentless Chaos réalisée par Thunder Down Country. En décembre 2010, Miss May I confirme son apparition au Warped Tour 2011. Leur album atteint la 10e place des Top Hard Rock Albums, la 15e des Top Independent Albums, et la 31e des Top Rock Albums. Le groupe tourne avec Abandon All Ships, Sleeping with Sirens et Bury Tomorrow en soutien à l'album.
Le groupe tourne avec We Came as Romans à leur tournée I'm Alive (septembre-octobre 2011) avec Close to Home, Of Mice and Men, et Texas in July. Après la tournée I'm Alive, le groupe participe à la tournée No Guts No Glory avec Pierce the Veil, Woe, Is Me, et Letlive. Le groupe participe aussi à la tournée Scream it Like you Mean It avec We Came as Romans, The Word Alive et This or the Apocalypse.

### At Heart(2011–2013)
Après la tournée en 2011, Miss May I retourne en studio au début de 2012 pour un nouvel album prévu quelque part en été la même année.
Le 8 mars 2012, le groupe annonce avoir terminé son album intitulé At Heart, et prévu pour le 29 mai 2012. En changement de dernière minute (d'après une interview par Levi Benton), le groupe repousse l'album au 12 juin 2012.
Le groupe part en tournée avec Whitechapel, After the Burial, The Plot in You, Rescued By A Sinking Ship, et Structures en mars 2012, suivie par une tournée européenne avec Parkway Drive, The Ghost Inside et Confession en avril. Le groupe tournée aussi avec Whitechapel, The Ghost Inside, Within the Ruins et The Plot in You aux États-Unis en mai 2012. Le groupe joue au Warped Tour en été 2012 et au AP Tour en fin d'année. Le groupe soutient Bullet for My Valentine en mars 2013 à leur tournée britannique avec Halestorm.

### Rise of the Lion(2013–2014)

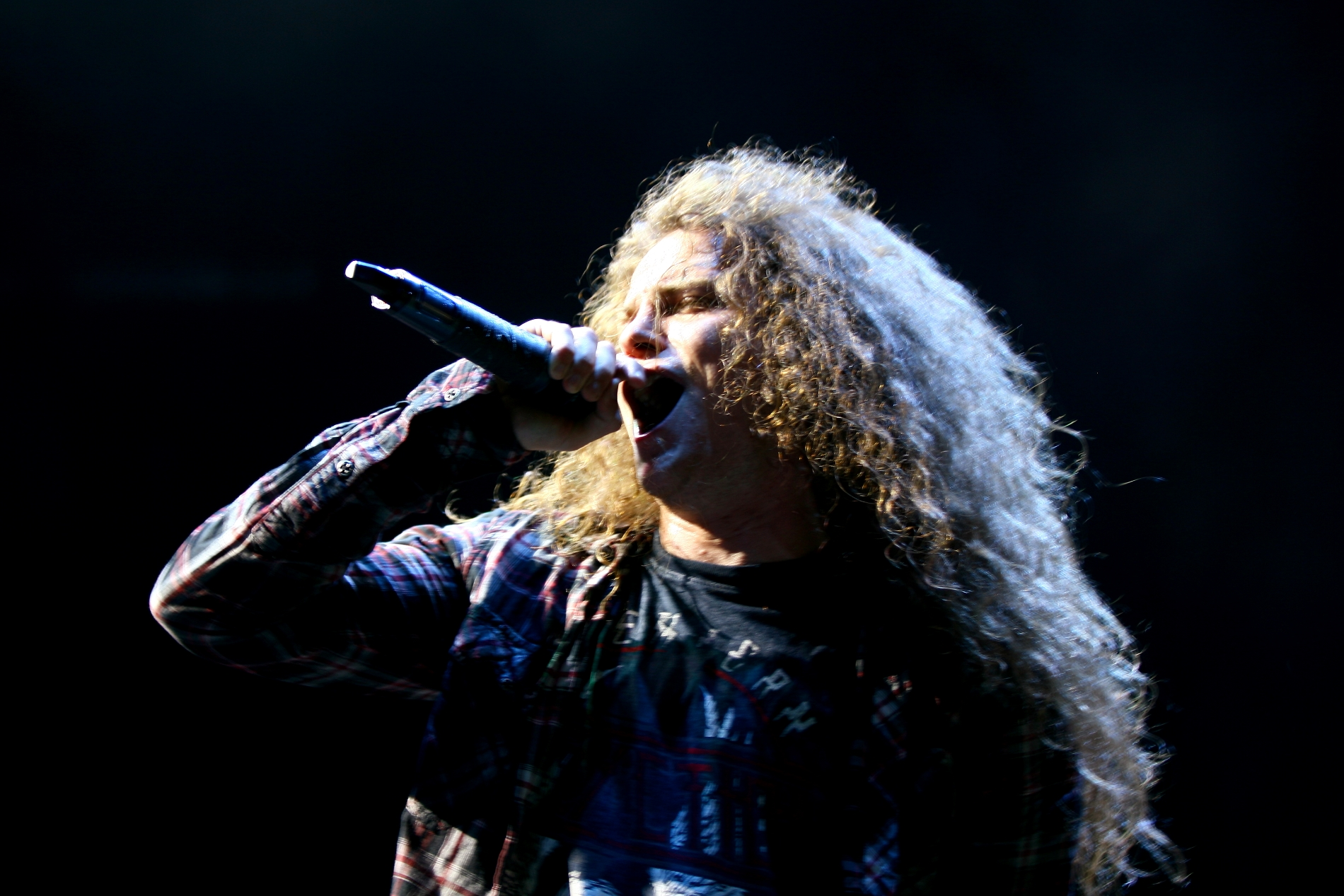
Levi Benton sur scène, avec Miss May I.

Le groupe est annoncé de retour en studio, pour un quatrième album studio, prévu à la fin de 2013 ou au début de 2014, avec le producteur Terry Date,. Le 14 septembre 2013, Miss May I finissent les sessions d'enregistrement avec Terry Date au Studio X de Seattle. Le groupe est attendu en studio en fin d'année pour peaufiner l'album. Le 20 novembre 2013, le groupe décrit le style de son futur album via Metal Hammer ; Levi Benton explique qu'« il n'y a pas deux chansons pareilles » et « ...après quelques années de tournées et d'améliorations, on est revenu écrire et on s'est inspirés de plusieurs genres... » Le 14 décembre 2013, le groupe annonce être à la recherche d'un fan pour un tatouage qui devrait être en couverture de leur prochain album.
Au début de 2014, Miss May I retournera au Royaume-Uni avec Killswitch Engage, Trivium et Battlecross.

### Deathless(2015)
Le groupe enregistre son cinquième album avec Joey Sturgis, qui a enregistré les deux précédents albums du groupe. L'album, intitulé Deathless, est publié le 5 août 2015. Le premier single issu de Deathless, I.H.E., est publié le 17 juin 2015. Le 24 juin 2016, le départ de Miss May I du label Rise Records et son arrivée au label SharpTone Records, sont annoncés,.

### Shadows inside(depuis 2016)
Il a été annoncé le 24 juin 2016 qu’ils avaient quitté Rise Records et signé avec SharpTone Records.
Le groupe effectue une tournée nord-américaine en soutien à leur sixième album, Shadows Inside, en 2017.  En 2018, ils ont de nouveau tourné en Amérique du Nord sur le Gore Core Metal and More Tour, en soutien à Gwar et Hatebreed.  Début 2019, le groupe a soutenu August Burns Red lors de leur Dangerous Tour.  Ils ont joué Monument dans son intégralité à la mi-2019, ils ont co-tête de la tournée avec The Word Alive.

## Style musical
Le groupe joue du metalcore pouvant quelquefois être aussi qualifié de metalcore mélodique,,,. Leur musique semble aussi inspirée du style punk hardcore.
Le groupe s'inspire principalement de Metallica, Pantera, Deftones, White Zombie, As Blood Runs Black, All Shall Perish, As I Lay Dying, Killswitch Engage, Lamb of God, Atreyu, Underoath, All That Remains,, In Flames, Five Finger Death Punch, Avenged Sevenfold, The Black Dahlia Murder, Thirty Seconds to Mars, Darkest Hour, Bleeding Through, Trivium, Winter Solstice, Bring Me The Horizon, Anti-Flag, Parkway Drive, et It Dies Today.
Le bassiste Ryan Neff explique s'inspirer de Unearth Deftones, Pantera, As I Lay Dying, Darkest Hour, Underoath, As Cities Burn, August Burns Red, The Bled, The Color Morale, Florence and the Machine, Marilyn Manson, A Perfect Circle, Nine Inch Nails, Oceana, Pierce the Veil, PMtoday, Saosin, et Tool.

## Membres

### Membres actuels
- Levi Benton - screaming (depuis 2006)
- Justin Aufdemkampe - guitare (depuis 2006)
- Ryan Neff - basse, chant (2006–2007, depuis 2009)
- Stead BJ - guitare rythmique (depuis 2006)
- Jerod Boyd - batterie (depuis 2006)

### Ancien membre
- Josh Gillespie - basse, chant (2007–2009)

## Discographie

### Albums studio
- 2009 : Apologies Are for the Weak

1. A Dance with Aera Cura
2. Architect
3. Not Our Tomorrow
4. Arms of the Messiah
5. Apologies Are for the Weak
6. Harlots Breath
7. Tides
8. Blessing with a Curse
9. Porcelain Wings
10. Forgive and Forget

- 2010 : Monument

1. Our Kings
2. Masses of a Dying Breed
3. Answers
4. Relentless Chaos
5. Creations
6. Gears
7. Colossal
8. We Have Fallen
9. In Recognition
10. Monument

- 2012 : At Heart

1. At Earth
2. Hey Mister
3. Opening Wounds
4. Leech
5. Second to No One
6. Sirens Song
7. Day By Day
8. Bleeding Out
9. Road of the Lost
10. Found Our Way
11. Gold to Rust
12. Live This Live
13. Ballad of a Broken Man

- 2014 : Rise of the Lion

1. Refuse to Believe
2. Lunatic
3. Gone
4. Echoes
5. You Want Me
6. Tangled Tongues
7. Hero With No Name
8. Darker Days
9. The End of Me
10. Saints, Sinners and Greats

- 2015 : Deathless

1. I H.E.
2. Trust My Heart (Never Hope to Die)
3. Psychotic Romantic
4. Deathless
5. Bastards Left Behind
6. Arise
7. Turn Back the Time
8. Empty Promises
9. The Artificial
10. Born from Nothing

### EP
- 2007 : Vows for a Massacre

1. Lullaby for a Beast
2. Destroy thy, Destroy he
3. "A Dance With Aera Cura
4. Unfortunate Engagement
5. Chambered Winds

### Démo
- 2008 : Demo 2008